# Vanessa Brown
Vanessa Brown, urodzona jako Smylla Brynd (ur. 24 marca 1928 w Wiedniu, zm. na raka 21 maja 1999 w Woodland Hills, Los Angeles, USA) – amerykańska aktorka żydowskiego pochodzenia.

## Filmografia
- 1947: Duch i pani Muir jako Anna Muir (dorosła)
- 1949: Dziedziczka jako Maria
- 1952: Piękny i zły jako Kay Amiel
- 1972: Szkoła kowbojów jako pani Goodenow